# Яцкевич, Виктор Иванович
Виктор Иванович Яцкевич (18 декабря 1861, село Нища, Себежский уезд, Витебская губерния — 13 ноября 1924, Ленинград) — российский государственный чиновник, директор канцелярии обер-прокурора Синода, директор Департамента по делам Православной Церкви Министерства исповеданий Временного правительства, член Государственного совета, тайный советник.

## Биография
Родился в семье священника. В 1876 году окончил Полоцкое духовное училище , Витебскую духовную семинарию (1882) и Санкт-Петербургскую духовную академию со степенью кандидата богословия (1886).
Преподаватель в столичной Владимирской воскресной школе (1886).
Чиновник во 2-м отделе (1887), помощник столоначальника (1888), старший столоначальник (1898), вице-директор (1902) и директор (1910) канцелярии обер-прокурора Синода.
Делопроизводитель VI отдела Предсоборного присутствия (1906).
Действительный статский советник (1907).
Секретарь противокатолического отдела и докладчик на IV Миссионерском съезде (1908), инициатор перенесения мощей преподобной Евфросинии в Полоцк (1909).
Тайный советник (1914).
Почётный член Московского археологического института и Киевского Свято-Владимирского братства, член Статистического комитета Министерства внутренних дел, Учебного комитета при Синоде (1912), Романовского комитета, Особого комитета по борьбе с немецким засильем, председатель Комиссии по организации местных отделов Главного совета Общества памяти воинов Русской армии и попечительского совета женской гимназии Н. Н. Зворской, член Междуведомственной комиссии для рассмотрения Устава о расторжении браков, комиссий Предсоборного совещания по рассмотрению законопроекта о церковном суде (1916).
В 1917 году директор Департамента по делам Православной Церкви Министерства исповеданий Временного правительства, член Государственного совета, работал в I, II, VI и VIII отделах Предсоборного совета (1917).
Член Собора как член Предсоборного совета, член VI, XVIII Отделов и Хозяйственно-распорядительного совещания при Соборном совете на 3-й сессии.
С апреля 1918 года управляющий канцелярией Высшего Церковного Совета.
С 1919 года член Общества православных приходов Петрограда и приходского совета Исаакиевского собора, председатель приходского совета храма святого Александра Невского на Фурштадтской, хранитель кассы Патриарха Тихона. Одновременно старший архивист 2-го отделения IV секции Единого государственного архивного фонда.
С 1921 года редактор, с 1922 года заведующий и учёный секретарь Государственной археографической комиссии РАН.
Скончался от рака кожи. Похоронен на Никольском кладбище Александро-Невской лавры (могила не сохранилась).

## Награды
- Орден Святого Станислава III, II и I (1912) степени.
- Орден Святой Анны III и II (1899) степени.
- Орден Святого Владимира IV и III (1910) степени.
- Бухарский орден Золотой Звезды I степени (1900).

## Семья
- Жена — Мария Ивановна Лаппо.
- Сын — Иван.
- Дочь — Мария.

## Сочинения
- Отчет Патриарху Тихону // РГИА. Ф. 1579. Оп. 1. Д. 29. Л. 1-4.
- Краткие сведения о старообрядческом расколе и сектах в Русской Церкви с изложением действующего о них законодательства. М., 1900.
- О единоверии. Исторический очерк. СПб., 1900.
- К вопросу о погребении иноверцев и сектантов // Миссионерское обозрение. 1901. № 2.
- О положении Православной Церкви в северо-западных и юго-западных епархиях. СПб., 1906.
- О причинах массового обращения православных в католичество. СПб., 1908.
- Преподобная Евфросиния, княжна Полоцкая. СПб., 1909.
- К истории созыва Всероссийского Церковного Собора. М., 1917.
- Протокол допроса // Красный архив. 1936. Т. 4. С. 200—202.